# ブータンの国章
ブータンの国章（ブータンのこくしょう）には、円形の中にブータンを象徴する龍（ドゥク）のほか、さまざまな仏教のシンボルが描かれている。このエンブレムは1980年以来使用されている。
赤い円の中央には二本の金剛杵（チベットやブータンではドルジェ dorje という）が十字に交差し、その下には蓮の花がある。金剛杵の交わる中央には宝玉があり、金剛杵の左右を二匹の雷龍が取り巻いている。
二本の金剛杵は世俗の権力と宗教の権力の調和を、蓮は清浄を意味する。宝玉は主権、あるいは仏教の三宝を意味する。二匹の雷龍はオスとメスであり、本来のブータンの国名「ドゥク・ユル」（Druk Yul、「雷竜の国」）を象徴している。
金剛杵の上にはチャットラ（Chattra）と呼ばれる傘がある。これはチベットのアシュタマンガラ(八吉祥）と呼ばれる吉祥物のひとつで、ブータンの人々と国王の精神的な守りを意味する。